# Selenops ecuadorensis
Selenops ecuadorensis là một loài nhện trong họ Selenopidae.
Loài này thuộc chi Selenops. Selenops ecuadorensis được Lucien Berland miêu tả năm 1913.